# Broquerer
Un broquerer era un menestral que tenia com a ofici fer broquers o escuts circulars, fets amb fusta de pollancre o figuera i recoberts de cuir.